# Siglistorf
Siglistorf (gsw. Siglischdorf) – gmina (niem. Einwohnergemeinde) w Szwajcarii, w kantonie Argowia, w okręgu Zurzach. Liczy 669 mieszkańców (31 grudnia 2020). 